# Людвіг Вольф (генерал авіації)
Людвіг Вольф (нім. Ludwig Wolff; 31 серпня 1886, Шлеттштадт — 17 травня 1950, Нойштадт) — німецький воєначальник, генерал авіації. Кавалер Лицарського хреста Хреста Воєнних заслуг з мечами.

## Біографія
24 травня 1904 року вступив в 171-й піхотний полк. Учасник Першої світової війни, з 15 серпня 1914 року — командир роти, з 30 жовтня 1914 року — полковий ад'ютант, з жовтня 1916 року служив в штабі залізничних військ, з лютого 1917 року — 5-ї гвардійської піхотної дивізії. В липні 1917 року відправлений в Туреччину у складі німецької військової місії, з 3 вересня 1917 по 30 квітня 1918 року — начальник штабу 8-ї турецької армії. Після демобілізації армії залишений в рейхсвері, займав штабні посади, з 1922 року — радник Імперського військового міністерства. З 1 травня 1924 року — командир роти 9-го піхотного полку, з 1 лютого 1927 року — співробітник штабу командування 2-ї групи сухопутних військ, з 1 жовтня 1930 року — начальник оперативного відділу штабу командувача артилерії 1-го військового округу. З 1 жовтня 1933 року служив в штабі 11-го піхотного полку.
1 березня 1934 року переведений в люфтваффе та разом з іншими генштабістами направлений в Імперське міністерство авіації. З 1 квітня 1934 року — начальник штабу 5-го авіаційного округу, з 1 листопада 1936 по 4 лютого 1938 року виконував обов'язки начальника округу. З 1 жовтня 1937 року — вищий авіаційний командир 5. 1 серпня 1938 року під командуванням Вольфа була сформована 5-а авіаційна дивізія. З 1 лютого 1939 року — начальник 11-ї авіаційної області (зі штаб-квартирою в Ганновері, з березня 1940 року — в Гамбурзі). 3 травня 1945 року взятий в полон британськими військами. В лютому 1948 року звільнений.

## Звання
- Унтер-офіцер (1 листопада 1904)
- Фенріх (15 грудня 1904)
- Лейтенант (9 жовтня 1905)
- Обер-лейтенант (5 вересня 1914)
- Гауптман (18 вересня 1915)
- Майор турецької армії (1 вересня 1917)
- Майор рейхсверу (1 квітня 1928)
- Оберст-лейтенант (1 лютого 1933)
- Оберст(1 травня 1935)
- Генерал-майор (1 серпня 1937)
- Генерал-лейтенант (1 серпня 1939)
- Генерал авіації (1 лютого 1941)

## Нагороди
- Залізний хрест 2-го і 1-го класу
- Хрест «За військові заслуги» (Австро-Угорщина) 3-го класу з військовою декорацією
- Почесний хрест (Шварцбург) 3-го класу з мечами
- Лицарський хрест королівського ордена дому Гогенцоллернів з мечами
- Срібна медаль «Ліакат» з шаблями (Османська імперія)
- Військова медаль (Османська імперія)
- Почесний хрест ветерана війни з мечами
- Медаль «За вислугу років у Вермахті» 4-го, 3-го, 2-го і 1-го класу (25 років)
- Медаль «У пам'ять 13 березня 1938 року»
- Медаль «У пам'ять 1 жовтня 1938»
- Застібка до Залізного хреста 2-го і 1-го класу
- Почесний щит 11-ї авіаційної області
- Нагрудний знак зенітної артилерії люфтваффе
- Нагрудний знак спостерігача
- Хрест Воєнних заслуг 2-го і 1-го класу з мечами
- Лицарський хрест Хреста Воєнних заслуг з мечами (17 вересня 1943)